# Debué Mupunzagutu
Debué Mupunzagutu ou Deué Mupunzagutu (em xona: Debwe/Dehue Mupunzagutu) foi um rei (mutapa) do Império Monomotapa, governando de 1740 a 1759. Com sua morte, foi sucedido por Changara Mupunzagutu (r. 1759–1785), mas sua ausência provocou grande tumulto no país, que racharia em meio a guerra civil.